# Paraplatypeza bicincta
Paraplatypeza bicincta är en tvåvingeart som först beskrevs av Szilady 1941.  Paraplatypeza bicincta ingår i släktet Paraplatypeza och familjen svampflugor. Arten är reproducerande i Sverige. Inga underarter finns listade i Catalogue of Life.